# Медведєв Володимир Єгорович
Володи́мир Єго́рович Медве́дєв (* 1945) — український лікар-рентгенолог, доктор медичних наук (1989), професор (1991), лауреат Державної премії УРСР в галузі науки і техніки (1986), заслужений діяч науки і техніки України (1992).

## Життєпис
Народився 1945 року в місті Москва. До 1959 року жив й навчався в Одесі, куди були скеровані його батьки. Згодом з батьками проживав в Києві, закінчив 1963-го середню спеціальну музичну школу ім. Лисенка. 1969 року з відзнакою закінчив Київський медичний інститут а 1973-го — вечірнє відділення Одеського електротехнічного інституту зв'язку. У 1972—1974 роках працював в Київському медичному інституті; протягом 1974–1993-х — завідувач лабораторії функціональних методів дослідження органів травлення Київського НДІ клінічної та експериментальної хірургії. 1973 року захистив кандидатську дисертацію.
Лауреат Державної премії УРСР в галузі науки і техніки 1986 року — за цикл робіт «Розробка, теоретичне обґрунтування та клінічне впровадження нових методів оперативного лікування, детоксикації і реабілітації хворих із захворюванням печінки та жовчовивідних протоків»; співавтори Картель Микола Тимофійович, Ковальов Михайло Маркович, Колесников Євген Борисович, Короткий Валерій Миколайович, Орел Гліб Львович, Павловський Михайло Петрович, Панченко Сусанна Миколаївна, Радзіховський Анатолій Павлович, Скиба Володимир Вікторович.
1989 року здобув вчене звання доктора медичних наук, від 1991-го — професор.
1992 року вдостоєний почесного звання заслуженого діяча науки і техніки України.
В 1993—2006 роках — заступник директора з наукової роботи, протягом 2006—2008 років — завідувач відділу променевої діагностики Інституту онкології АМНУ. Від 2008 року — професор кафедри променевої діагностики Національної медичної академії післядипломної освіти.
Напрями наукових досліджень: ультразвукова діагностика захворювань печінки та підшлункової залози, злоякісних новоутворів молочної залози.
Розробив методику малоінвазивних хірургічної діагностики та лікувального втручання під контролем ультразвуку на органах черевної порожнини.
Є автором понад 400 робіт — з них 8 монографій та навчальних посібників. Серед робіт:
- «Концепція застосування рентґенологічних досліджень для ранньої діагностики патології органів грудної порожнини», 2003 (співавтор)
- «Комплексне ультразвукове дослідження в діагностиці рецидивів саркоми м'яких тканин та агресивного фіброматозу», 2008 (співавтор)
- «Ультразвукова діагностика хронічного панкреатиту», 2010 (співавтор)
- «Ультразвуковая эластография молочных желез», 2015 (співавтор)
- «Можливості ультразвукового дослідження у диференціюванні дрібновогнищевого ураження щитоподібної залози», 2015 (співавтор).

Як науковець підготував 13 кандидатів та 5 докторів наук.
Серед патентів: «Спосіб підвищення ефективності ехоконтрольованих мінімально інвазивних втручань при абсцесах печінки» 2017 співавтори Бабкіна Тетяна Михайлівна, Чирков Юрій Едуардович, Вілсон Джосіах Іджу.